# Сонянець арабський
Сонянець арабський (Fumana arabica) — вид квіткових рослин родини чистових (Cistaceae).

## Біоморфологічна характеристика
Розсіяний багаторічник 10–25 см заввишки. Стебла густо-залозисті, клейкі. Листки чергові, видовжено-еліптичні, ледь зменшуються до нещільного 3–6-квіткового суцвіття. Насіння 8–12 в коробочці, морщинисто-ямкове.

## Поширення
Росте на півдні Європи (Албанія, Болгарія, Греція (у т. ч. Крит), Італія (у т. ч. Сицилія), Мальта, Україна — Крим, Північний Кавказ, Хорватія, Македонія, Чорногорія), на півночі Африки (Алжир, Єгипет, Лівія, Марокко, Туніс), на заході Азії (Кіпр, Іран, Ірак, Ліван-Сирія, Ізраїль, Йорданія, Саудівська Аравія, Туреччина, Синай, Азербайджан, Вірменія, Грузія).
В Україні росте на сухих схилах та відкритих кам'янистих місцях, у світлих лісах та шибляках — ПБК (від долини Ласпі до мису Мартьян).